# 库克群岛
庫克群島是一個位于南太平洋，在法屬玻里尼西亞與斐濟之間，由15個島嶼組成的群島，其命名起源於遠航探索南太平洋，發現了許多島嶼的詹姆斯·庫克船長。與新西兰之間存在自由聯合关系，是紐西蘭王國的構成部份。

## 历史
1888年，庫克群島被納入英国的保護地，1900年後被併入新西兰的領土範圍。
1964年11月17日，在联合国的輔導下，紐西蘭國會通過《庫克群島制憲法案》（Cook Islands Constitution Act），在庫克群島居民完成大選之後，將該群島的自治權利釋放給當地居民。
1965年4月20日，庫克群島完成公投，民意支持制憲與成立一個半自治的政體，同年7月26日紐西蘭通過《庫克群島憲法修正法案》（Cook Islands Constitution Amendment Act），賦予庫克群島居民紐西蘭公民身分，可以自由進出紐西蘭，而庫克群島與紐西蘭之間則以自由聯合（Free Association）的型態合作，並且透過選舉決定自己的政府。政府擁有完整的自治權利，而在外交事務上，就由紐西蘭來監督其外交與國防方面的事務。目前，庫克群島國家元首是查爾斯三世。

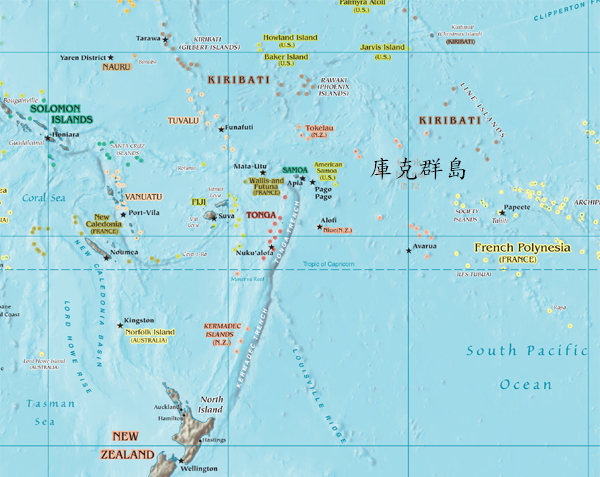
庫克群島的位置

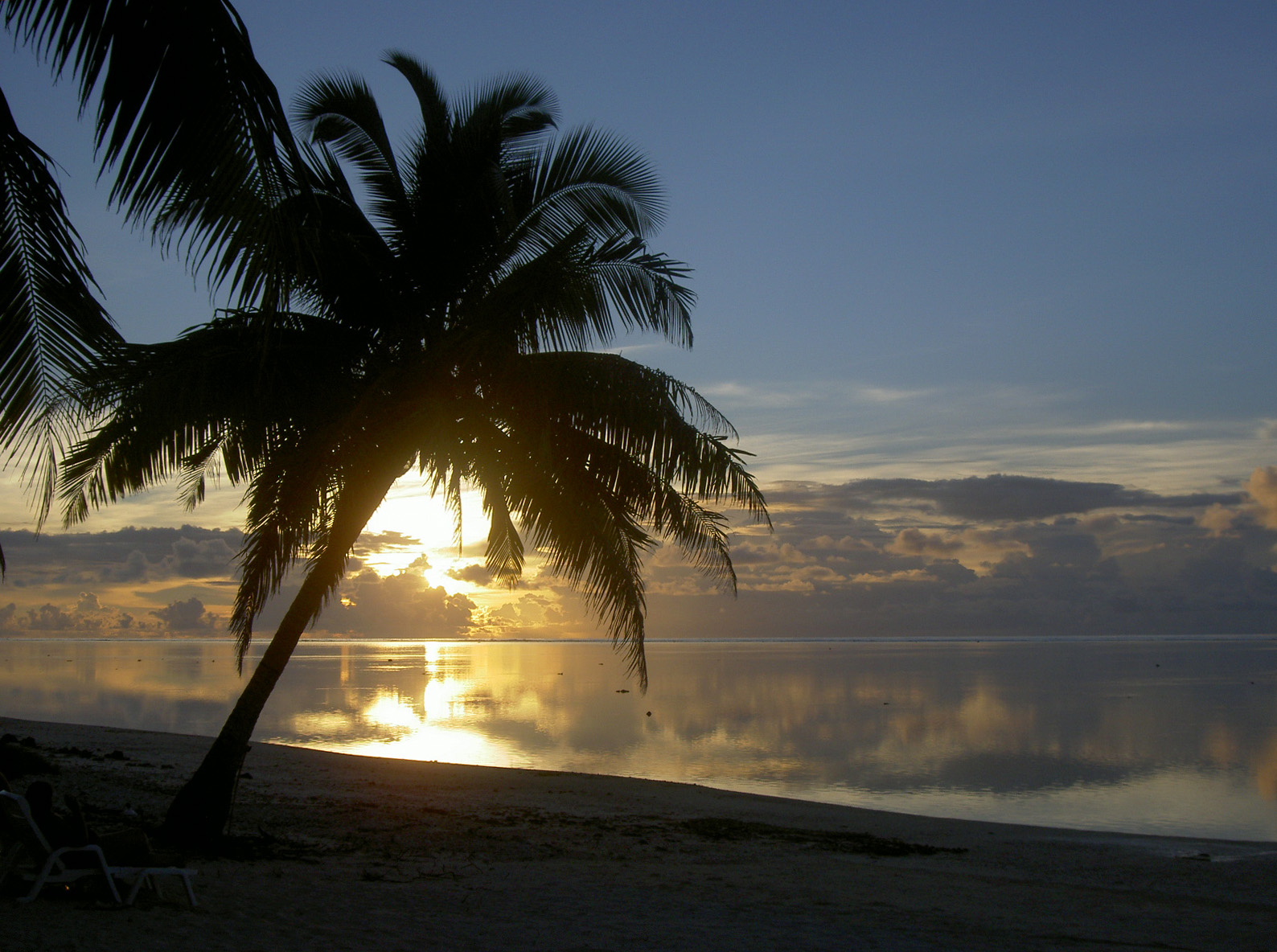
庫克群島愛圖塔基的夕陽

## 地理
庫克群島由15個大小島嶼組成，整個群島原則上分為南北兩個集團。其中，南集團佔有全國240平方公里的國土中，約90%的面積，包括首都阿瓦鲁阿所在的最大島拉罗汤加岛（Rarotonga Is.）在內的九個島嶼都屬於此集團，大部分都是火山活動造成的島嶼，土壤肥沃、熱帶植被滿佈。至於北集團則大都是距離海平面沒多高、由珊瑚礁構成的低矮環礁，島上植被零星，通常中央會有大型的潟湖。
雖然土地面積狹小，但是由庫克群島周圍所構成的經濟海域範圍，卻多達兩百萬平方公里，因此渔业資源對該群島的經濟佔有非常高比例的重要性。
库克群岛境内波利尼西亚鼠泛滥成灾，已经对岛上鸟类造成严重侵害。

## 经济
库克群岛经济以旅游业、种植业、渔业以及离岸金融业为主。黑珍珠养殖也颇为盛名。

## 媒體

### 報紙
庫克群島的主要報紙有《庫克群島新聞》（用英文和毛利文出版）、《庫克群島先驅報》、《獨立報》。

### 電視
- 庫克群島電視台：主要播放美國和澳大利亞的節目，也轉播紐西蘭電視新聞。

### 廣播電台
- AM
  - 庫克群島廣播電台（630 KHz）
- FM
  - 88FM（88.0 MHz）
  - 庫克群島廣播電台 轉播（89.9 MHz）
  - KCFM（91.5、103.3 MHz）
  - 澳大利亚廣播電台（93 MHz）
  - Marantha FM（97.9 MHz）
  - Radio TKANA（99MHz）
  - HITZ FM（101.1 MHz）
  - Matariki FM（91.9、96.7、99.9 MHz）

## 延伸閱讀
- Gilson, Richard. The Cook Islands 1820–1950. Wellington, New Zealand: Victoria University Press, 1980. ISBN 0-7055-0735-1

## 外部連結
- （英文）庫克群島政府官方網站
- （英文）库克群岛 （页面存档备份，存于）

21°14′S 159°46′W / 21.233°S 159.767°W